# @misty
@misty（アットミスティ）は、2001年5月から公開されていたアイドルグラビアの有料配信サイトである。
運営会社は東京都千代田区に本社を置くミスティ株式会社。

## 概要
サービス内容は@mistyの撮り下ろしグラビアシリーズの他、フォトグラファー松田忠雄氏の写真館サイトであるKiss Collection EX、デジタルアドベンチャーの提供するキャンギャルDEコスプレ、フォーサイド・ドット・コムが素材提供するグラドル☆パラダイス、等の有料のデジタルグラビアを販売する他、アイドルを中心とした電子書籍や動画のダウンロード配信を行なう。入会金・会費は無料で、入会後@mistyのオリジナルポイントを購入し、ポイントと引き換えに個別のコンテンツを購入する。現在7種類のアイドルグラビアシリーズ、動画配信専門サイトの@misty動画β、アイドル写真集等の電子書籍を配信する@misty電子書籍店などのカテゴリーがある。会員数は約10万人。
@mistyとしてインターネットサービスプロバイダが運営するデジタルコンテンツ販売サイト内への出店や、インターネットを利用した電子書籍サイトへのデジタル写真集を提供する他、他社の出版物等のコンテンツをデジタル制作・販売代行するコンテンツアグリゲート事業も行う。
Yahoo! JAPANにて、アイドルコレクションというアイドルグラビアサイトを出店している。
また、アイドルのイベントやインタビューを無料で配信するアイトピックスやアイドル写真集・DVDの発売情報を配信するアイフォト、アイドル情報のデータベースアイドルコレクション等の情報サイトも同社で運営する。

## モバイルサイト
@misty公式サイト、「究極絶頂アイドル図鑑」をEZwebで展開している。

## ミスティ株式会社
@mistyを運営するミスティ株式会社は、アイドルグラビアコンテンツの制作・販売、運営サイトの広告、デジタルコンテンツの販売代行及び決済代行、WEB制作受託を主な事業としている。2007年9月に読者モデルがセレクトするファッションEコマースサイトドクモスタイルの運営も開始。本社は東京都千代田区、事業所は東京都千代田区神田紺屋町に所在する。社長は@mistyを創業した高木亮治。